# Goiabão
O Goiabão ou Araçá-piranga (Eugenia leitonii Legr.; Myrtaceae) é uma árvore brasileira muito decorativa encontrada originalmente na Mata Atlântica. Isso porque ela possui a característica de ter seu tronco e seus galhos coloridos de vermelho ferrugineo no verão. Ela é hoje extremamente rara, devido a grande devastação sofrida pelo seu ambiente natural. Contudo pode ser encontrada no Parque Nacional do Itatiaia.